# Lycoperdina pallida
Lycoperdina pallida is een keversoort uit de familie zwamkevers (Endomychidae). De wetenschappelijke naam van de soort werd in 1841 gepubliceerd door Gebier.